# Wojciech Birek
Wojciech Jakub Birek (ur. 17 października 1961 w Rzeszowie) – polski twórca, krytyk oraz tłumacz z języka francuskiego komiksów, nauczyciel akademicki,  literaturoznawca, doktor habilitowany.

## Życiorys
Absolwent kulturoznawstwa Uniwersytetu Łódzkiego (1988). Pracę magisterską pt. Poetyka opowieści rysunkowej. Zagadnienie potencjalności tworzyw,  napisał  pod  kierunkiem  prof.  dr  hab.  Teresy  Cieślikowskiej. W 2005 na Uniwersytecie Rzeszowskim obronił pracę doktorską  pt. Główne problemy teorii komiksu, napisaną pod kierunkiem prof. dra hab. Stanisława Uliasza. W 2020 r. uzyskał stopień doktora habilitowanego na podstawie pracy pt. Henryk Sienkiewicz w obrazkach. Rysunki Henryka Sienkiewicza i obrazkowe adaptacje jego powieści.
Od wielu lat jest członkiem i przewodniczącym jury konkursu na komiks odbywającego się w ramach Międzynarodowego Festiwalu Komiksu i Gier w Łodzi.
W 2021 odznaczony Srebrnym Krzyżem Zasługi.

## Życie prywatne
Jest mężem Magdaleny Rabizo-Birek, literaturoznawczyni, profesor Uniwersytetu Rzeszowskiego.

## Twórczość
Autor komiksów: Miasto trędowatych i Naznaczony mrokiem. Jest tłumaczem  serii takich jak: Thorgal, Yans, Skarga Utraconych Ziem, Blueberry, Incal, Kasta Metabaronów, W poszukiwaniu Ptaka Czasu.